# Župnija Cerklje na Gorenjskem
Župnija Cerklje na Gorenjskem je rimskokatoliška teritorialna župnija Dekanije Šenčur Nadškofije Ljubljana. Župnijska cerkev v Cerkljah na Gorenjskem je posvečena Mariji vnebovzeti.

### Farne spominske plošče
V župniji Cerklje so postavljene Farne spominske plošče, na katerih so imena vaščanov iz okoliških vasi (Cerklje, Češnjevek, Dvorje, Glinje, Poženik, Pšenična polica, Spodnji brnik, Stiška vas, Šmartno, Štefanja vas, Zalog in Zgornji Brnik) ki so padli nasilne smrti na protikomunistični strani v letih 1942-1945. Skupno je na ploščah 83 imen.